# جوزيف فوتسو
جوزيف فوتسو (بالإنجليزية: Joseph Fotso)‏ هو لاعب كرة قدم أوغندي في مركز الهجوم، ولد في 3 يناير 1983 في Ssese Islands ‏ في أوغندا. لعب مع تونير ياوندي ومولودية وهران ونادي الأخضر ونادي السويحلي ونادي بورتنيو.

## وصلات خارجية
- جوزيف فوتسو على موقع قاعدة بيانات كرة القدم.إي يو (الإنجليزية)
- جوزيف فوتسو على موقع عالم كرة القدم.نت (الإنجليزية)